# Glossosoma baclava
Glossosoma baclava là một loài Trichoptera trong họ Glossosomatidae. Chúng phân bố ở miền Cổ bắc.